# Ana Gasteyer
Ana Kristina Gasteyer (ur. 4 maja 1967 w Waszyngtonie) – amerykańska aktorka i komik. W latach 1996–2002 występowała w Saturday Night Live.

## Parodiowane osobistości wSNL
- Martha Stewart
- Céline Dion
- Katherine Harris
- Joy Behar
- Joan Rivers
- Sally Jesse Raphael
- Elizabeth Dole
- Kathy Griffin
- Bea Arthur
- Barbra Streisand
- Helen Thomas
- Hillary Rodham Clinton
- Mia Farrow
- Geri Halliwell
- Diane Sawyer
- Debbie Matenopoulos
- Christina Aguilera
- Victoria Beckham
- Madonna
- Cynthia Nixon
- Allison Janney
- Betty Ford